# Костилков плод
Костилка (или костилков плод) в ботаниката е неразкриващ се плод, при който външна месеста част (епикарп или кожа и мезокарп или плът) обгражда една черупка (костилка, ядка, зърно) от втвърден ендокарп със семе (ядро) вътре. Тези плодове обикновено се развиват от един плодник и най-вече от цветя с яйчник, прикрепен към съда над закрепването на други флорални части (изключения са полипироновите костилки).
Цъфтящите растения, които произвеждат костилки, включват кафе, хинап, манго, маслина, повечето палми (включително асаи, фурми, сабал, кокосови и маслени палми elaeis), шамфъстък, white sapote, кашу и всички членове на рода Сливи (Prunus), включително бадем, кайсия, череша, damson, праскова, нектарина и слива.
Терминът drupaceous се прилага за плод, имащ структурата и текстурата на костилка, но който не отговаря точно на определението за костилка.

## Устройство на плод
В месестите плодове перикарпът обикновено се състои от три отделни слоя: епикарп (известен също като екзокарп), който е най-външният слой; мезокарпа, който е средният слой; и ендокарпа, който е вътрешният слой, заобикалящ яйчника или семената. В цитрусов плод епикарпът и мезокарпът съставят кората. При сухите плодове слоевете на перикарпа не се различават ясно.
Стената на плода, развила се от яйчниковата стена на цвета, се нарича „околоплодник“ (перикарп, от гръцки: epi- – „върху“ + -carp – „плод). Околоплодникът често има два или три слоя, наричани:
1. „екзокарп“ (външен слой, наричан също „епикарп“) – образува жилавата външна обвивка (ципа, кожа) на плода, ако има такава. Екзокарпът, особено в цитрусовите плодове, се нарича флаведо
2. „мезокарп“ (среден слой, от гръцки: мезо- – „среден“ + -carp – „плод“) – месестият среден слой на околоплодника. Обикновено това е ядливата част. Например, мезокарпът съставлява по-голямата част от ядливата част на праскова и значителна част от домат.
3. „ендокарп“ (вътрешен слой)

## Галерия
- Костилкови плодове
- Костилка на праскова
- Сини сливи сорт „Елена“
- Костилка и ядка на бадем
- Неузрели зърна от черен пипер
- Плодове от къпина „Black Butte“ с агрегирани костилки
- Зряла ядка от палма арека